# 지루성 피부염
지루성 피부염(Seborrhoeic dermatitis, seborrhoea)은 장기적인 피부질환이다. 피부가 붉으스럼하고 비듬이 생기며 기름지고 가려우며 염증이 발생하는 것이 대표적인 증상이다. 두피, 얼굴, 가슴 등 피지를 분비하는 샘이 많은 피부 영역에서 주로 발생한다. 사회성이나 자아존중감에 문제를 유발하기도 한다. 아기들은 주로 두피에 많이 걸리는데 이를 유아지방관(cradle cap)이라 한다. 비듬은 염증이 없는 가벼운 증상이다.
원인은 불분명하지만 유전적 환경적 요인들과 관련있다고 한다. 위험요인으로는 면역결핍질환, 파킨슨병, 알코올성 췌장염 등이 있다. 증상은 심리적 스트레스로 인하여 악화되거나 겨울에 악화된다. 말라세지아 효모균(Malassezia yeast)이 주역할을 한다고 알려져 있다. 위생 부실이 원인은 아니다. 진단은 증상에 따라 내려진다.
일반적으로 항진균제나 항염증제로 치료한다. 특히, 케토코나졸이나 시클로피록스가 효과 있다. 미코나졸 등의 진균제는 연구가 덜 되어 있어 효과가 좋은지는 불명확하다. 기타로는 살리실산, 콜타르, 과산화벤조일(benzoyl peroxide), 광선치료 등이 있다.
생후 3개월된 영아나 30-70세 성인에게서 흔히 보인다. 성인1-10%가 감염되어 있다. 여성보다 남성이 더 잘 걸린다. 아기 중 최대 70%까지 걸린다.

## 징후 및 증상

두피의 지루성 피부염

두피의 급성 지루성 피부염

지루성 피부염 증상은 점진적으로 나타나며, 가장 먼저 나타나는 증상으로는 보통 각질이 일거나 두피에 나타나는 것이다. 두피나 귀 뒤, 얼굴, 피부가 접히는 곳에 가장 흔하게 나타난다. 각질은 황색, 흰색, 옅은 회색이다. 붉은 반점과 각질은 속눈썹 근처, 이마, 코 주변, 가슴, 등 윗부분에서도 발생한다.
심할 경우, 노랗거나 붉은 여드름이 머리선을 따라, 혹은 귀 위나 귓구멍 안, 눈썹 위, 콧등이나 코주변, 가슴이나 등 윗부분에도 나타난다.
보통 환자는 가벼운 붉은 반점이나 인설비듬(鱗屑, scale), 그리고 일부의 경우 탈모까지 겪는다. 기타 증상으로는 두피나 붉은 피부, 기름진 피부가 각질처럼 벗겨지는 백색 혹은 황색 비듬으로 덮히며, 이곳이 군데군데 벗겨지거나 두꺼운 딱지가 생기며, 가려움, 따끔거림, 모간(毛幹, hair shaft)에 황색 혹은 백색 비듬이 붙는 것 등이다.
지루성 피부염은 3개월 미만 영아에게도 나타날 수 있는데, 머리선과 두피 주위에 두껍고 기름지며 옅은 황색의 딱지가 보이나, 가려움은 잘 나타나지 않는다. 기저귀 발진이 두피 발진(에 자주 동반한다.

## 원인
원인은 명확히 규명되지 않았다. 증상은 말라세시아 곰팡이가 두피, 얼굴, 가슴, 등, 겨드랑이밑, 서혜부에 과증식한 것으로 인한 염증반응이 원인인 것으로 보인다. 증상이 발생한 피부에 말라세지아 곰팡이가 많고 항진균제를 통해 치료된 것이 관찰된 것을 바탕으로 한다. 말라세지아 곰팡이 종류로는 말라세지아 퍼퍼(Malassezia furfur, 전풍균), 정식명 피티로스포룸 오발레(Pityrosporum ovale), 말라세지아 글로보사(Malassezia globosa), 말라세지아 레스트릭타(Malassezia restricta), 말라세지아 심포디알리스(Malassezia sympodialis), 말라세지아 슬로오피아에(Malassezia slooffiae)가 있다. 말라세시아 곰팡이가 주 병인이지만, 이 곰팡이가 발생하여 병으로 진단되는데 있어서 다른 요인이 필수적이다. 말라세시아가 여름철 피부에 증식하는 것만으로 지루성 피부염이 발생하는 것은 아니라는 사실로 증명된다. 항진균제 외에도 항염증제나 피지를 줄여주는 항안드로겐성 약물이 효과를 보여 지루성 피부염의 병리생리학적 통찰을 제공하기도 한다. 안드로겐 수치가 낮고 피지샘이 작은 환관들의 경우 지루성 피부염이 발생하지 않는다.
말라세시아 증식과 함께, 유전, 환경, 호르몬, 면역체계 등이 지루성 피부염 출현을 조절하는데 필수적이다. 증상은 질환이나 스트레스, 피로, 수면부족, 계절변화, 전반적인 건강 저하 등으로 악화될 수 있다. 아기나 아이는, 과도한 비타민A 섭취나 Δ6 불포화화효소가 위험 증가에 연관되어 있다고 알려져 있다. 지루성 피부염 폭발은 비타민 B6 부족과도 관련 있다. 면역결핍환자, 특히 HIV 면역결핍 환자, 지루성 피부염이 자율신경계통 신호인 파킨슨병과 같은 신경증 환자와 뇌졸중 환자는 걸리기 쉽다.

## 관리

### 약물
증상 완화에 다양한 약물이 있다. 항진균제, 코르티코스테로이드 같은 항염증제, 비스테로이드 항염증제, 항안드로겐제, 항히스타민제 등이 있다.

#### 항진균제
일반의약품이나 항진균 샴푸나 크림을 꾸준히 사용하면 반복되는 증상을 줄일 수 있다. 국부 항진균제 약품인 케토코나졸과 시클로피록스가 약효가 제일 좋다. 충분한 연구가 되어 있지 않아 다른 항진균제가 약효가 있는지는 불분명하다. 지루성 피부염에 효과가 있다고 연구를 통해 밝혀진 약은 케토코나졸, 플루코나졸, 미코나졸, 바이포나졸(bifonazole), 세르타코나졸(sertaconazole), 클로트리마졸, 플루트리마졸(flutrimazole), 시클로피록스, 테르비나핀, 부테나핀(butenafine), 셀레늄황, 리튬글루콘산염이나 리튬호박산염과 같은 리튬염 종류가 있다. 국부성 클림바졸(climbazole)은 치료에 효과가 적다. 구강 항진균제 체계치료로는 이트라코나졸, 플루코나졸, 케토코나졸이 있으며, 테르비나핀이 효과적이다.

#### 항염증제
국부성 코르티코스테로이드는 단기 치료에 효과가 있으며 아졸(azole)과 같은 항진균제 치료와 효과가 같거나 그 이상인 것으로 밝혀졌다. 리튬염 치료 외에도, 타크로리무스(tacrolimus)나 피메크로리무스(pimecrolimus) 같은 칼시뉴린 억제제(calcineurin inhibitor)의 효과도 밝혀졌다.
프레드니손(prednisone)과 같은 구강면역억제치료는 부작용으로 인하여 지루성 피부염 치료 마지막 수단으로서 단기일에 사용된다.

#### 항안드로겐제
지루성 피부염은 안드로겐 민감성 질환으로, 테스토스테론이나 디하이드로테스토스테론과 같은 안드로겐 성호르몬이 유발하거나 악화시킨다. 또한 지루성 피부염은 안드로겐과다증(hyperandrogenism)의 흔한 증상이다. 다낭성 난소 증후군에서도 보인다. 또한 사춘기 안드로겐의 급격한 증가로 인하여 여드름뿐만 아니라 지루성 피부염도 사춘기에 동반한다.
지루성 피부염에 있어 안드로겐이 관련된다는 사실과 더불어서, 사이프로테론 아세트산염(cyproterone acetate), 스피로놀락톤, 플루타미드(flutamide), 닐루타미드(nilutamide)와 같은 항안드로겐제는 증상 완화에 상당한 효과가 있다. 이로 인해 항안드로겐제가 치료에 사용되며, 특히 심각한 경우에 사용된다. 효과성은 다른 항안드로겐제를 통해서도 다양하게 나타난다. 비교적 약한 항안드로겐제에 속하는 스피로놀락톤은 치료 3개월 후에 50%의 치료 효과가 있지만, 플루타미드는 치료 3개월 내에 80%의 치료 효과를 보이는 것으로 밝혀졌다. 사이프로테론 아세트산염은 스피로놀락톤보다 잠재적이고 효과적이며 환자 90%가 3개월 내로 여드름과 지루성 피부염이 사라지거나 상당히 완화되는 효과를 보였다.
체계적인 항안드로겐 치료는 여성 환자에게만 사용되는데, 이는 약이 여성형유방증과 같은 여성화나 성기능장애, 남성 불임를 유발하기 때문이다. 또한 항안드로겐제는 이론적으로 남자 아이 태아를 여성화할 가능성이 있어, 가임기 여성에게는 피임을 권고한다.

#### 항히스타민제
항히스타민제는 가려움 경감에 사용된다. 그러나 일부는 항염증 기능도 있음이 연구로 밝혀졌다.

#### 기타치료
- 콜타르는 효과가 있을 수 있지만, 콜타르 샴푸 사용 환자의 암발병률 증가 위험은 없다는 것이 밝혀졌지만,[41] 동물에게서는 발암성 물질이기에 사용상의 주의를 요하고 있다. 또한 직업상 콜타르에 자주 노출되는 경우 역시 발암 위험을 높인다.
- 이소트레티노인은 피지억제물질로, 난치성 질병의 최후 수단으로서 피지선 활동 저하를 위해 사용된다. 그러나 이소트레티노인은 심각한 부작용을 갖고 있으며 환자에게 사용될 수 있는 경우는 극히 드물다.[25]
- 케라톨리틱(Keratolytic), 국부 요소(topical urea) 일종[42]
- 메트로니다졸[8]
- 국부 4% 니코티나미드(nicotinamide)[3]

### 광선치료
말라세지아의 성장을 억제한다는 점에서 자연 자외선 혹은 인공 자외선(UV)이 치료로서 사용된다. 말라세지아 균의 성장 억제와 지루성 피부염 염증 저하를 위하여, UV-A와 UV-B 레이저 혹은 적색 및 청색 LED 라이트를 사용한 광선치료(photodynamic therapy)가 사용된다.

## 병리학
지루성 피부염은 전체 인구 중 1-5%가 갖고 있다. 남성에게 좀더 흔히 나타나지만 여성에게 발병하면 증상이 심각할 가능성이 있다. 증상은 평생 반복되는 경우가 흔하다. 전 연령대에서 발병하지만, 흔히 사춘기에 시작되며 40세 전후에 정점에 달한다. 보고에 따르면 노인의 31%가 이 증상을 겪는 것으로 나타났다. 건조한 기후에서 증상이 더 심해진다.